# Lomami tartomány
A Lomami tartomány a Kongói Demokratikus Köztársaság 2005-ös alkotmánya által létrehozott közigazgatási egység. Az alkotmány 2009. február 18-án, 36 hónappal az alkotmányt elfogadó népszavazás után lép hatályba. A tartomány az ország közepén fekvő Sankuru tartománytól délre helyezkedik el, jelenleg a Kelet-Kasai tartomány körzete. Kelet-Kasai tartomány fővárosától, Mbuji-Mayitól az 1. számú országos főúton 160 km távolságban van. Fővárosa Kabinda, mely egyben legnagyobb városa is. A tartomány nemzeti nyelvei a csiluba és a szuahéli.
A tartomány nevét a Lomami folyóról kapta, mely a tartományt átszelő legnagyobb folyó. Nagyobb városai: Kabinda, Mbuji-Mayi, Kasongo.

## Története
A Lomami tartományt 1962-ben, az első kongói válság idején hozták létre a korábbi Kasai tartományból. Később, 1966-ban Mobutu Sese Seko kormányzása során a Kelet-Kasai tartomány részévé tették, jelenlegi neve Kabinda körzet. A 2009-ben életbe lépő új alkotmány önálló tartományi jogot adott neki.

### Az első Lomami tartomány elnökei (1965-től kormányzói)
- 1962. szeptember 15. - 1966. április,  Dominique Manono
- 1966. április 18. - 1966. április 25.,  Jean Marie Kikalanga

### A Kabinda körzet közigazgatásának vezetője
- Manik Tshikut Ignace (2005 óta)

## Területi felosztása
A tartomány körzetei az új alkotmány szerint:
- Ngandagika
- Mwene-Ditu
- Lubao
- Kamiji
- Kabinda

## Külső hivatkozások
- Lomami tartomány körzeti felosztása
- A Kongói Demokratikus Köztársaság tartományai és azok vezetői